# 杰娜·赫福德
杰娜·赫福德（英語：Jayna Hefford，1977年5月14日—），加拿大女子冰球运动员。她曾代表加拿大国家队参加1998年、2002年、2006年、2010年和2014年冬季奥林匹克运动会冰球比赛，获得四枚金牌和一枚银牌。